# Campionati mondiali di ginnastica aerobica 2002
I Campionati mondiali di ginnastica aerobica 2002 sono stati la 7ª edizione della competizione organizzata dalla Federazione Internazionale di Ginnastica.
Si sono svolti a Klaipėda, in Lituania, dal 29 al 31 luglio 2002. Per la prima volta venne introdotta la gara a squadre.

## Medagliere
| Pos.   | Nazione  | Oro | Argento | Bronzo | Totale |
| ------ | -------- | --- | ------- | ------ | ------ |
| 1      | Spagna   | 2   | 0       | 0      | 2      |
| 2      | Russia   | 1   | 1       | 2      | 4      |
| 2      | Romania  | 1   | 1       | 2      | 4      |
| 4      | Giappone | 1   | 0       | 0      | 1      |
| 5      | Bulgaria | 0   | 1       | 0      | 1      |
| 5      | Francia  | 0   | 1       | 0      | 1      |
| 5      | Italia   | 0   | 1       | 0      | 1      |
| 6      | Cile     | 0   | 0       | 1      | 1      |
| Totale | Totale   | 5   | 5       | 5      | 15     |

## Podi
| Evento                | Oro            | Argento         | Bronzo          |
| Individuale maschile  | Jonatan Canada | Grégory Alcan   | S. Marchenkov   |
| Individuale femminile | Yuriko Ito     | Izabela Lăcătuș | Mihaela Pohoata |
| Coppia mista          | Russia         | Italia          | Romania         |
| Trio                  | Spagna         | Bulgaria        | Cile            |
| Gara a squadre        | Romania        | Russia          | Russia          |